# Marcel Salva
Marcel Salva (El-Biar, 3 ottobre 1922 – Aubenas, 19 dicembre 2005) è stato un calciatore francese, di ruolo difensore.

## Carriera

### Nazionale
Ha collezionato 13 presenze con la propria nazionale.

## Palmarès
- Campionato di calcio dell'Algeria 5:

AS Saint-Eugène Alger: 1943, 1944
Gallia sport d'Alger: 1954, 1955, 1958
- Coppa di Algeria 1:

Gallia sport d'Alger: 1958
- Coppa di Francia: 2

RC Paris: 1939-1940, 1944-1945, 1948-1949